# Drum and bass
Drum and bass je vrsta elektroničke glazbe koji se razvio početkom 1990-tih godina. Glavne karakteristike ovog pravca je beat tempo (160+ po minuti) i jaki basovi. Drum'n'Bass se razvio u Londonu, a najpoznatiji predstavnici su mu Goldie, Teebee, Technical Itch, Noisia, Aphrodite i dr.
Drum'n'Bass je poliritmička i najkompleksnija glazba elektroničkog oblika. U početku, dok se ova vrsta još uvijek zvala jungle, bio je u srži ubrzan breakbeat sa sampleovima reggae i hip hop glazbe. Neki danas prave razliku između pojmova jungle i drum'n'bass. Jungle se pretežno korisiti za staru školu (oldschool), a d'n'b za novija izdanja.

## Vanjske poveznice
- Drum 'N' Bass Hrvatska (MySpace)
- Hrvatski drum 'n' bass forum  Arhivirana inačica izvorne stranice od 6. siječnja 2010. (Wayback Machine)